# Aeroporto (métro de Lisbonne)
Aeroporto est une station du métro de Lisbonne située sur la ligne rouge dont elle est le terminus nord. Elle dessert l'aéroport international de Lisbonne, étant à proximité du bâtiment des arrivées.

## Décoration
La station est décorée d'une cinquantaine de caricatures d'António Moreira Antunes (pt) représentant des personnalités portugaises, principalement du XXe siècle.

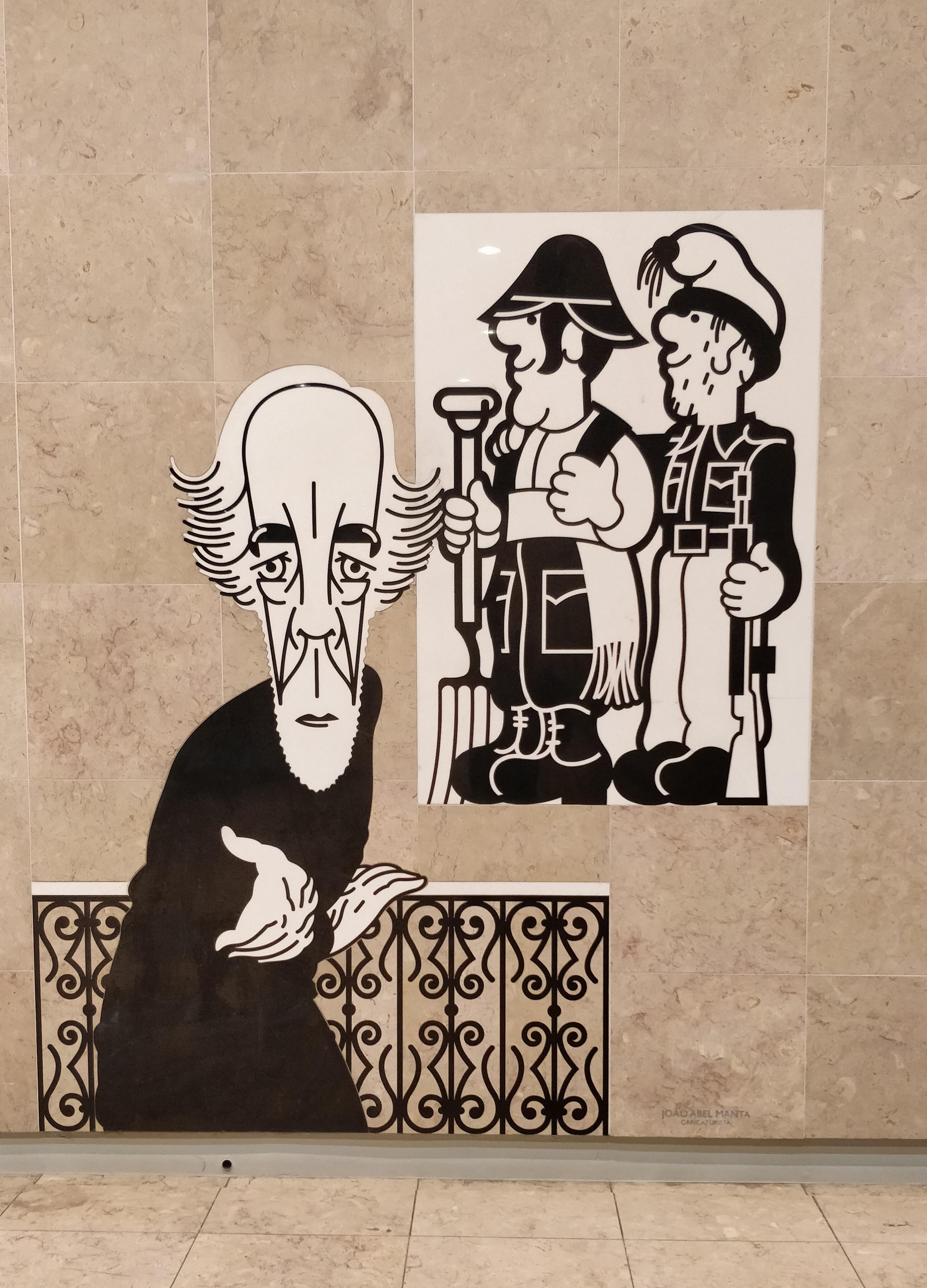
Abel Manta
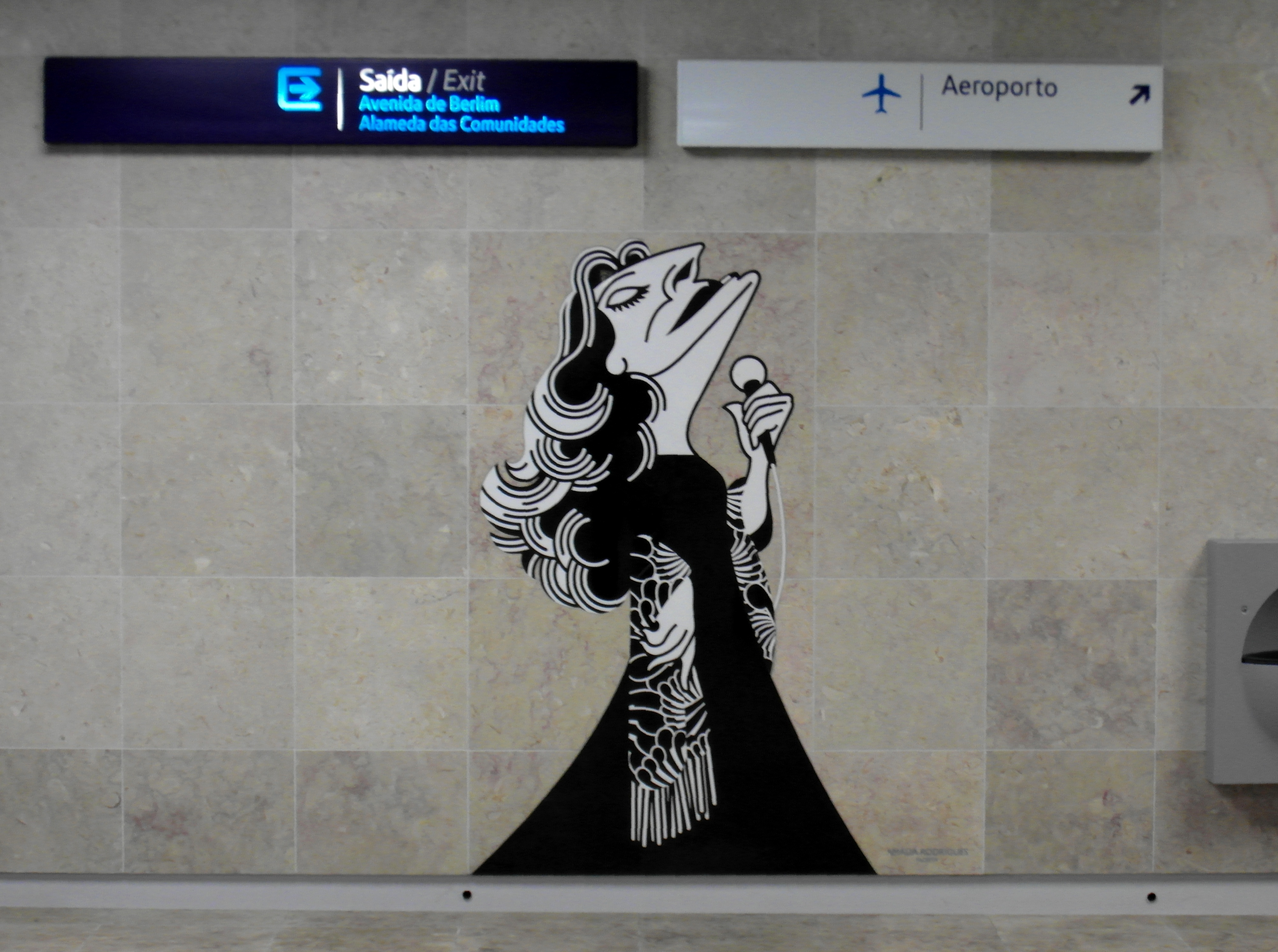
Amália Rodrigues.
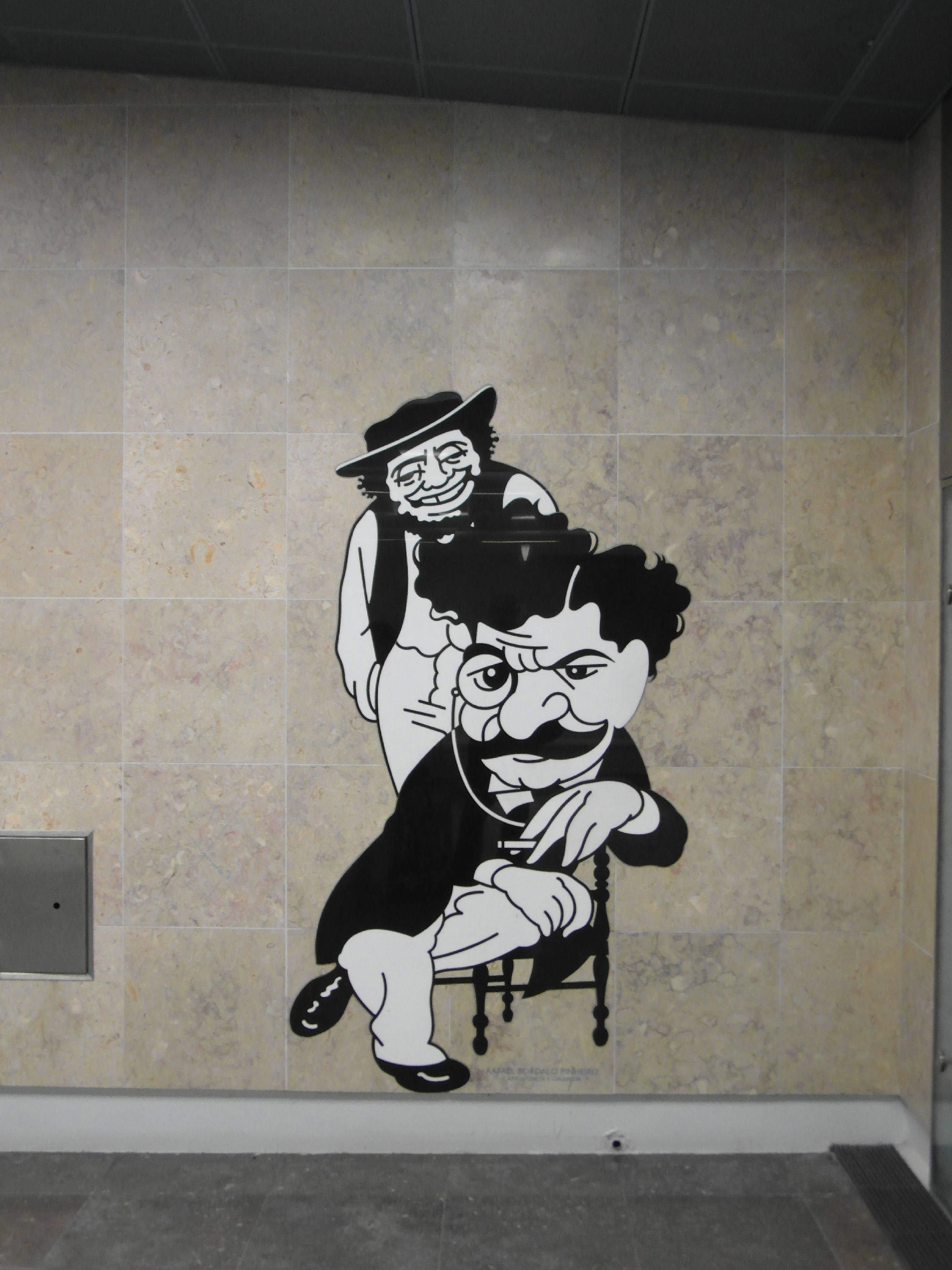
Rafael Bordalo Pinheiro.
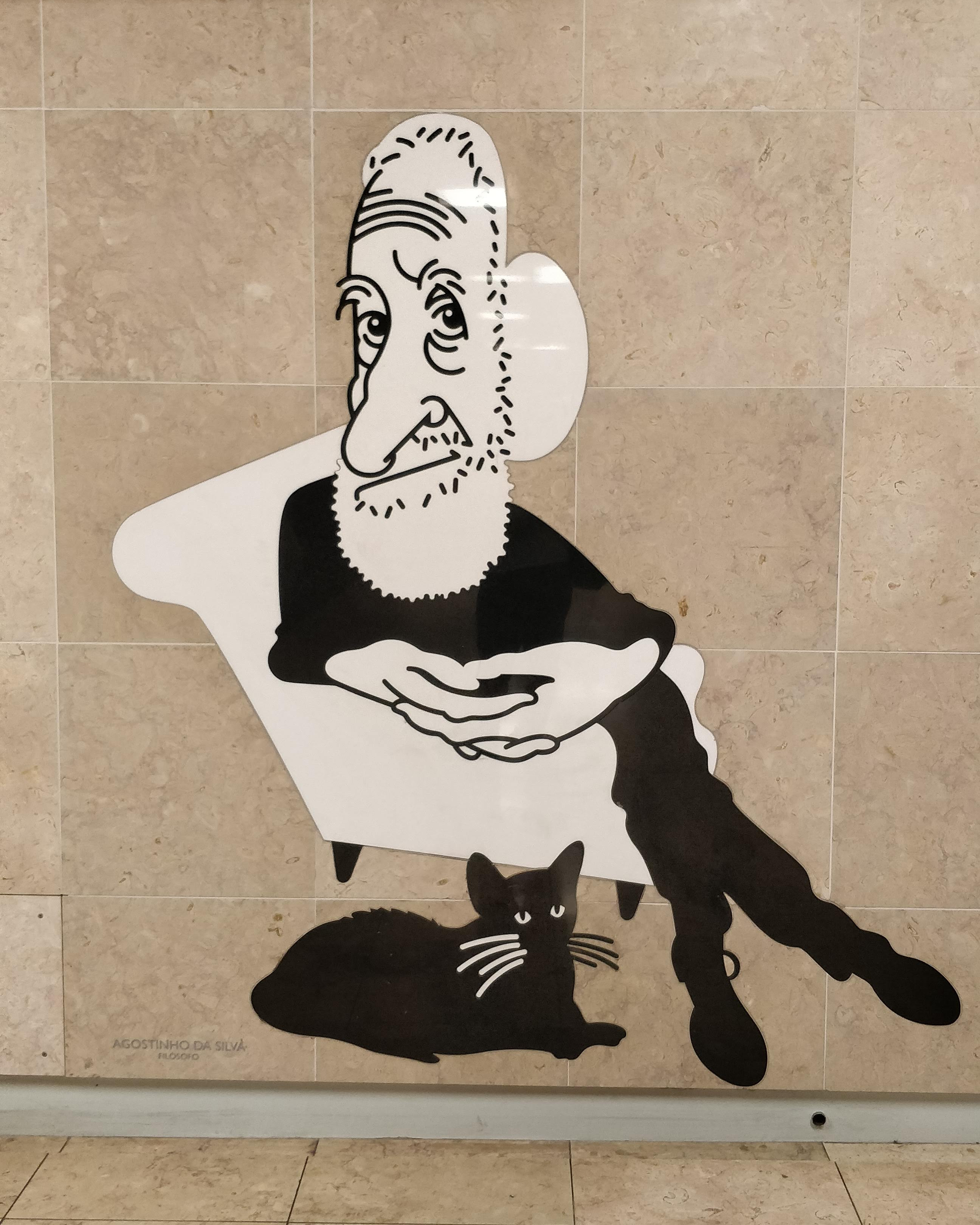
Agostinho da Silva.